# Артюр Рембо
Жан Нікола́ Артю́р Рембо́ (фр. Jean Nicolas Arthur Rimbaud; фр. вимова: [aʁtyʁ ʁɛ̃bo]; 20 жовтня 1854, Шарлевіль-Мезьєр — 10 листопада 1891, Марсель) — французький поет-символіст. Поезія Рембо мала великий вплив на світову літературу та мистецтво. Рембо вважається попередником сюрреалізму. Всю свою поезію Рембо написав у юності, практично закінчивши літературну діяльність до 21 року.

## Життєпис

### Дитинство й шкільні роки

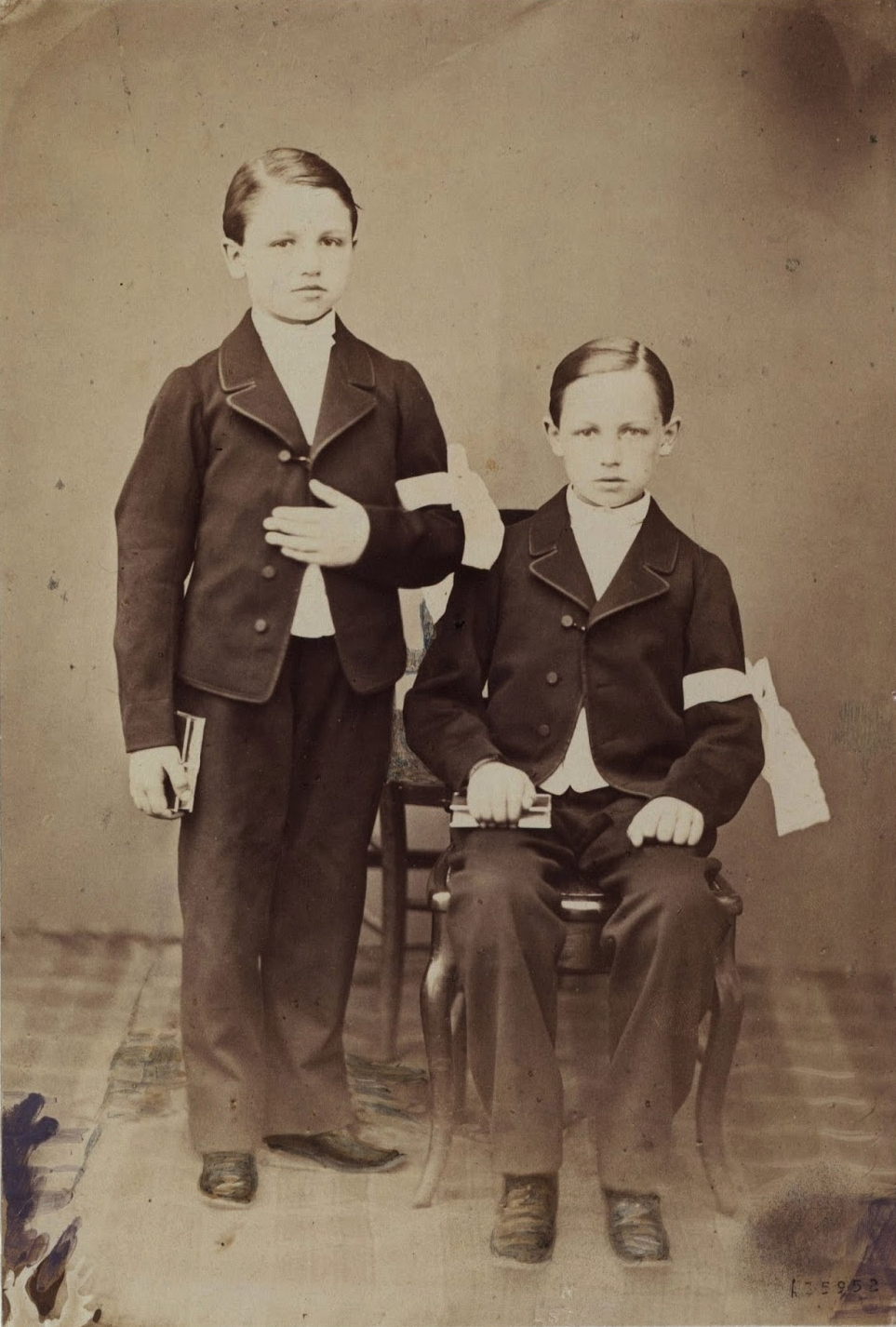
Артюр Рембо (сидить,) зі своїм братом Фредеріком, у день свого першого причастя, 1866

Народився 20 жовтня 1854 року в містечку Шарлевіль-Мезьєр у родині військового. Батько майбутнього поета, Фредерік Рембо, був капітаном піхоти, мати, Марі-Катрін-Віталі Кюїф, походила із заможної селянської родини. Батьки бачилися досить рідко, лише під час коротких відпусток батька, який залишився на військовій службі й після одруження. Старшим братом Артюра був Фредерік (нар. 1853 року). Тож Артюр був другою дитиною в родині. Третя дитина померла у віці кількох тижнів. Потім народилося ще двоє дівчаток: Віталі (нар. 1858) та Ізабель (нар. 1860). Після народження Ізабель, коли Артюрові було чотири роки, батько залишив сім'ю. Відтоді вихованням Артюра в строгому, консервативному дусі займалася мати. Початкову освіту Рембо здобув у місцевій школі Росса́. А 1865 року вступив до шарлевільського ліцею, де проявив себе як зразковий учень. У школі Артюр неодноразово був відзначений преміями за свої твори. Він легко складав вірші й діалоги латиною. У липні 1869 року Рембо взяв участь у так званому академічному конкурсі, де він з легкістю здобув першу премію за латинський вірш, написаний про Югурту У цей час Рембо здружився з однолітком Ернестом Делае, з яким вів інтенсивне листування.
1870 року Артюр Рембо здружився зі своїм вчителем риторики Жоржем Ізамбаром, який був всього на шість років старшим за нього. Жорж Ізамбар часто розмовляв з Рембо на літературні теми, радив і позичав йому книжки зі своєї бібліотеки. Поява «підозрілих» книжок викликала обурення консервативної матері Рембо, яка влаштувала скандал через роман Віктора Гюго «Знедолені», який йому позичив Жорж Ізамбар. Того ж 1870 року Рембо опублікував свої перші вірші «Новорічні подарунки сиріт» в журналі «La Revue pour tous». У цей час Рембо орієнтувався на літературу парнасців та їхній альманах «Le Parnasse contemporain» («Сучасний Парнас»). 24 травня 1870 року, тобто у п'ятнадцятирічному віці, Рембо написав листа лідерові парнасців Теодору де Банвілю, в якому висловив бажання неодмінно приєднатися до цього літературного угруповання й опублікувати свої вірші в другому томі їхнього альманаху. До листа Рембо додав три вірші («Офелія», «Відчуття» та «Сонце і плоть»). Банвіль дав Рембо відповідь, але надіслані вірші не були ним надруковані. Проте Рембо і далі мріяв про Париж та шукав можливостей вирушити до столиці, щоб пізнати вільного, самостійного життя у великому місті.

### Перші втечі

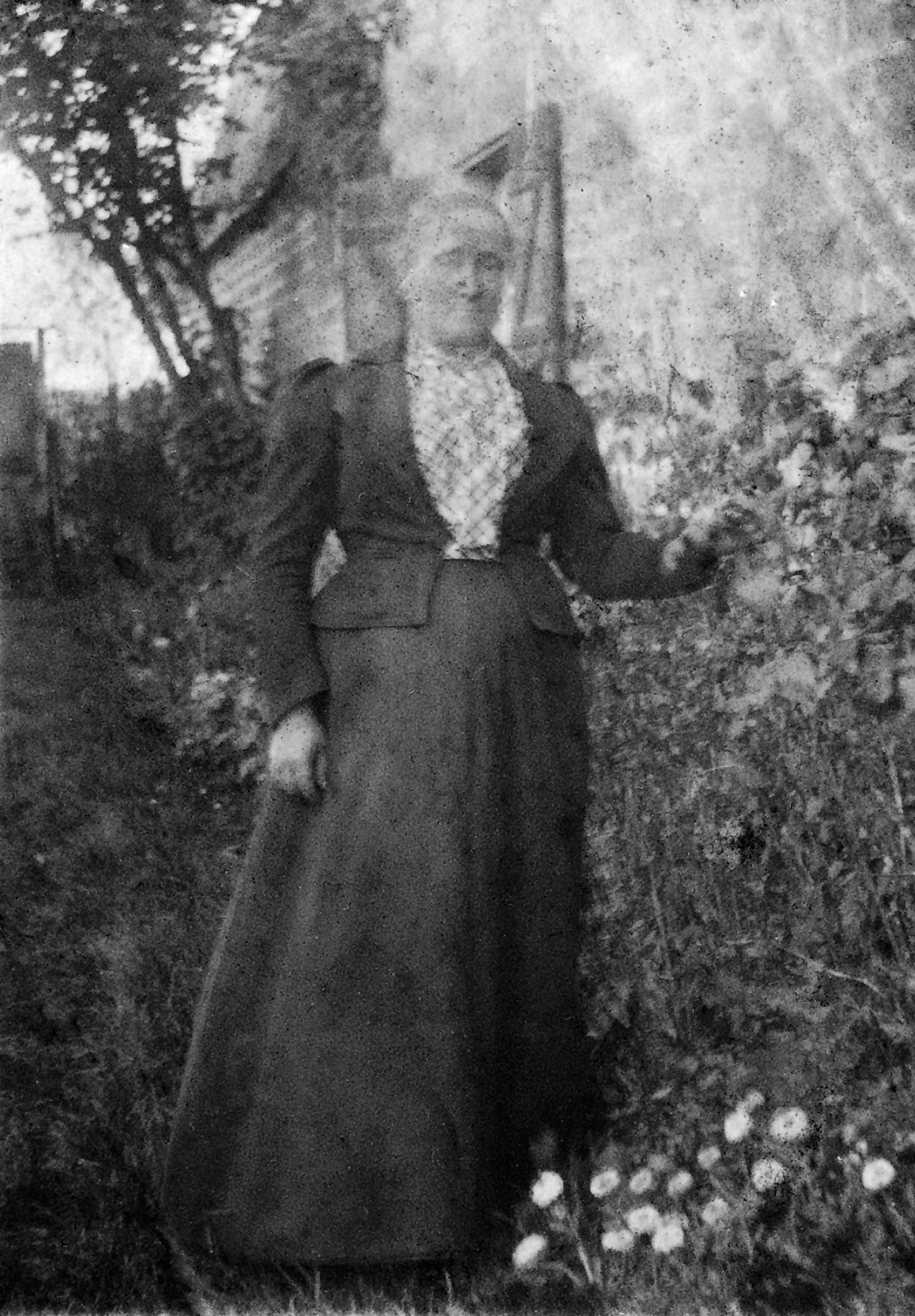
Віталі Рембо, мати поета (бл. 1890)

Під час шкільних канікул 1870 року Рембо скористався нагодою, коли мати втратила пильність й 29 серпня, за декілька днів до битви під Седаном, потай вирушив до Парижа. Проте перебування в столиці було коротким і не надто привабливим. На Північному вокзалі Рембо, що їхав без дійсного квитка, натрапив на контролерів, які без зайвих церемоній доправили його до паризької в'язниці Мазас. З тюремної камери Рембо написав листа до свого друга Ізамбара з проханням розплатитися за його борг. Ізамбар одразу не лише оплатив борг, але й вислав гроші на дорогу до Дуе, де запропонував погостювати якийсь час у нього вдома. Рембо прибув до Дуе 8 вересня й залишався в Ізамбара три тижні, оскільки побоювався повертатися до матері в Шарлевіль.
У цей час прусське військо підійшло до Парижа й 19 вересня 1870 року оточило місто. У зв'язку з небезпекою для столиці та під впливом поразки під Седаном антимілітаристичні настрої Рембо змінилися на протилежне й він разом зі своїм вчилетем Жоржем Ізамбаром вирішив записатися до Національної гвардії, та, незважаючи на бурхливі протести, Рембо одержав відмову, оскільки був неповнолітнім. У цей час Рембо запізнався з поетом Полем Демені, який був старим другом Ізамбара. Демені був одним з керівників невеличкого видавництва «La Librairie artistique» («Мистецька книгарня»), в якому опублікував власну поетичну збірку, тож Рембо розраховував і собі видатися в нього. З цією метою він переписав для Демені близько 15 своїх віршів. Ізамбар вирішив попередити матір Артюра Рембо Віталі Рембо, що її син наразі перебуває в нього, на що одержав відповідь з вимогою негайно вислати його додому в Шарлевіль. Ізамбар вирішив супроводити Рембо додому, сподіваючись зм'якшити його матір. Проте Віталі Рембо зустріла сина ляпасами, а Ізамбара закидами, тож останній мав буквально тікати з дому Рембо, незважаючи на зливу.

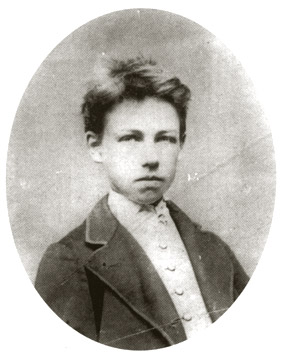
Артюр Рембо, бл. 1871

6 жовтня 1870 року Рембо знову втік з дому. Оскільки Париж був у облозі, він мусив обрати інший маршрут і вирушив до бельгійського Шарлеруа, про прибуття до якого згадав у своєму сонеті «У „Зеленому шинку“». Рембо вирішив стати журналістом й без успіху намагався одержати місце в місцевій газеті «Journal de Charleroi». Згодом Рембо виїхав до Брюсселя, де сподівався застати Ізамбара, а потім повернувся до Дуе. 1 листопада 1870 року Ізамбар на категоричну вимогу матері доправив Рембо додому в супроводі жандармів. Тим часом Рембо передав Полеві Демене сім нових віршів й просив спалити ті вірші, які передав йому раніше. Проте Демене не знищив зшиток Рембо, який зараз відомий як «збірка Дуе» або «збірка Демене».
25 листопада 1870 року Рембо вдалося опублікувати в газеті «Le Progrès des Ardennes» свій сатиричний твір «Мрія Бісмарка» під псевдонімом Жан Бодрі.
З кінця жовтня 1870 року поведінка Рембо стала відверто провокативною: він пиячив, вживав лайку, складав вірші про випорожнення, крав книжки з місцевої книгарні, відмовився від охайної зовнішності, відпустив довге волосся, що на той час здавалося дуже викличним.
У зв'язку з військовими діями канікули для відвідувачів коледжу були продовжені з жовтня 1870 до квітня 1871 року. Чим скористався Рембо й по закінченні облоги Парижа знову втік з дому в лютому 1871 року. У Парижі він познайомився з майбутніми лідерами Паризької комуни Жулем Валлесом та Еженом Вермершем. За деякими свідченнями, Рембо повернувся до Шарлевіля ще до початку Паризької комуни, проте для відтворення точного перебігу подій наразі бракує документів. У будь-якому разі трагічні події комуни справили на Рембо глибоке враження, що знайшло відображення в деяких його поезіях.
У травні 1871 року він написав два листи, так звані «листи ясновидця» («lettres du voyant»), один — до Ізамбара, а інший — до Демені. Ці листи містили в собі програму подальшої поетичної творчості Рембо. Поет описав у них свій метод досягнення поетичного трансцендентного стану або сили ясновидця шляхом тривалого, потужного й раціонального розладу всіх відчуттів. Рембо вважав, що має виявити силу, незважаючи на неминучі власні страждання, оскільки він народжений поетом і має визнати себе як поета.

### У Парижі

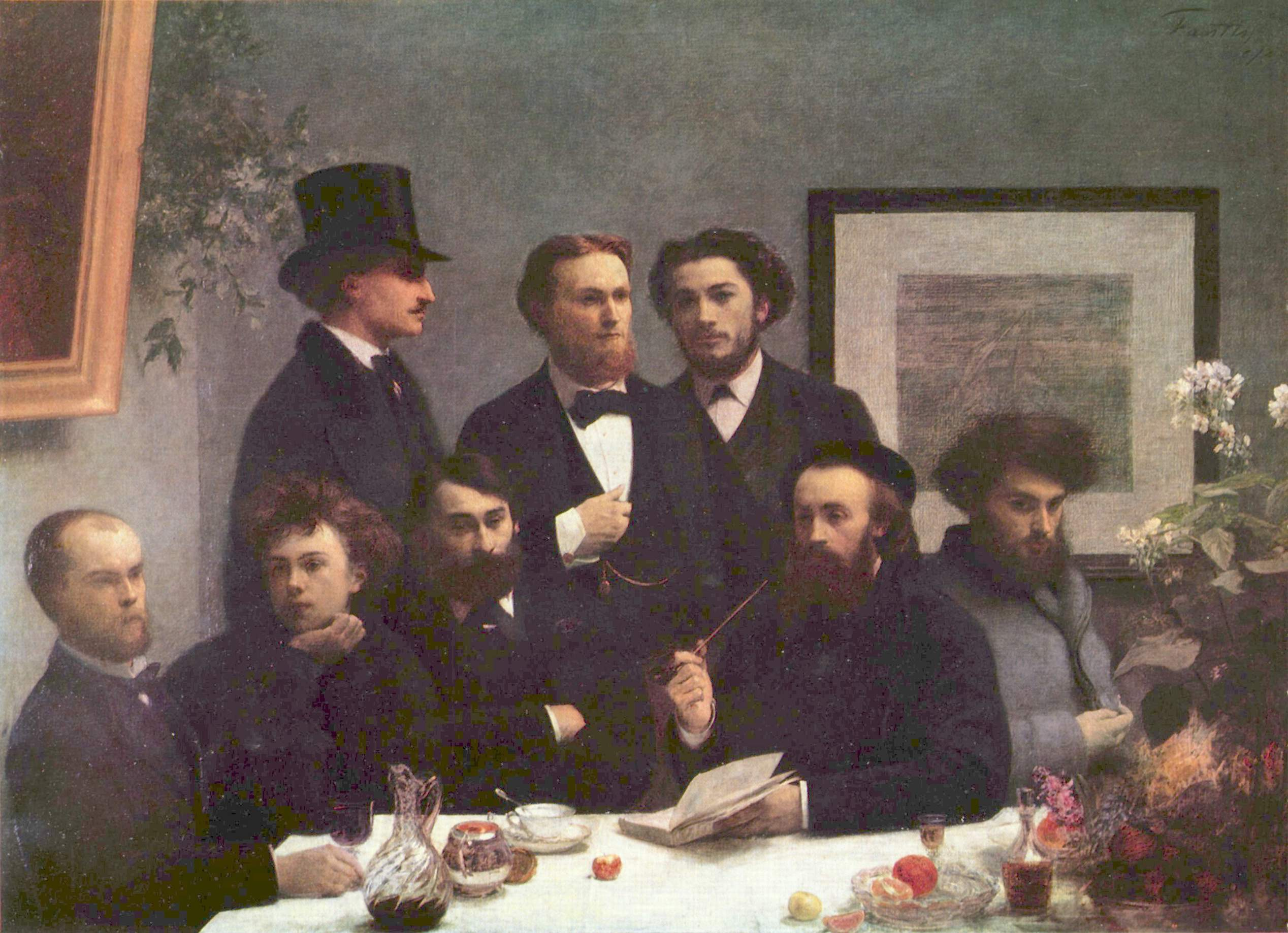
Рембо та Верлен на картині Анрі Фантен-Латура (1872), Музей д'Орсе

З поетом Полем Верленом Артюра Рембо познайомив Шарль Бретань, проте достеменно не відомо, коли між Рембо й Верленом зав'язалося листування. Сам Верлен стверджував, що одержав від Рембо лише декілька листів та зокрема дві його поезії, «Перше причастя» та «Зачаровані». У серпні 1871 року Рембо написав пародійний вірш «Що поетові кажуть про квіти», в якому висловив критику щодо поетики парнасців та Теодора Банвіля. Врешті Поль Верлен надіслав Рембо лист, в якому запрошував до себе в Париж. Рембо, незважаючи на свої успіхи в навчанні, вирішив покинути коледж і виїхав до Парижа, куди прибув 15 вересня 1871 року.
30 вересня 1871 року Рембо познайомився з представниками літературного угруповання «Vilains Bonshommes» (прибл. переклад: «лихі добродії»), до якого входили найпримітніші поети того часу. У Парижі Рембо якийсь час жив у свого нового друга Верлена, проте не без сварок з його дружиною, та «кочував» по квартирах інших письменників.
20 жовтня Рембо виповнилося лише 17 років, та, за свідченнями критиків і літературознавців, вже в цьому віці він досяг вершин поетичної майстерності. Ще в Шарлевілі ним були створені такі шедеври, як «П'яний корабель» та «Перше причастя».
Провокативна й епатажна поведінка Рембо вилилася в березні 1872 року у справжній скандал. Під час обіду з письменниками угруповання «Vilains Bonshommes» Рембо в п'яному стані поранив мечем-тростиною (Canne-épée) відомого фотографа Етьєна Каржа. Поль Верлен, намагаючись згладити скандал й заодно врятувати свій власний шлюб, пообіцяв вивезти Рембо з Парижа. Рембо на якийсь час повернувся до Шарлевіля, а потім знову ненадовго прибув до Парижа.

### Мандри з Верленом

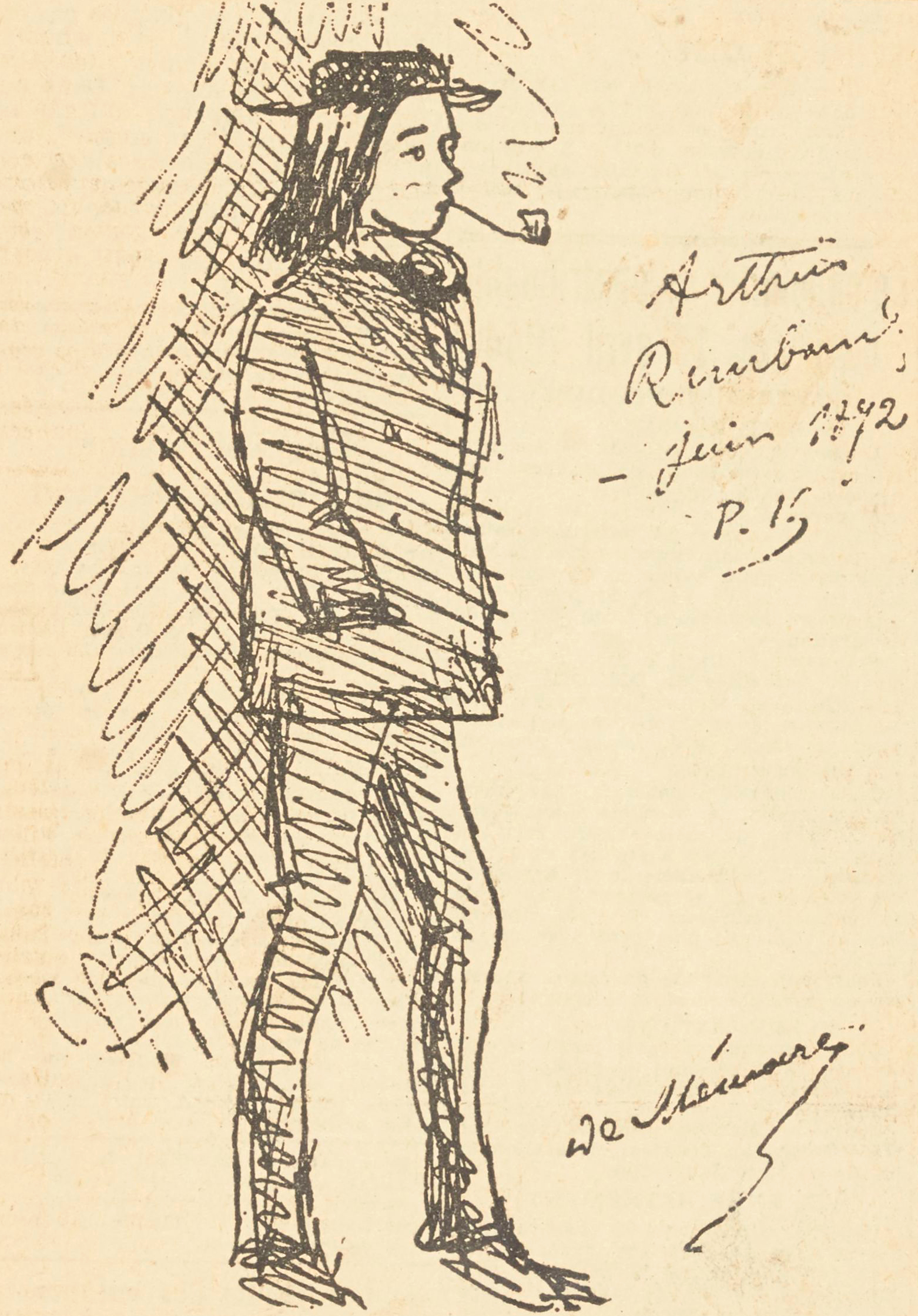
Карикатура на Рембо авторства Верлена, 1872 р.

Та вже 7 липня 1872 року Рембо покинув Париж, цього разу — разом з Верленом. При цьому Поль Верлен залишив свою сім'ю і дітей. Ця подорож стала початком інтимного зв'язку між Рембо та Верленом. Вони вели надзвичайно розкутий спосіб життя, віддаючись еротичним розвагам, бродяжництву, вживанню абсенту й гашишу. Якийсь час вони жили у Лондоні, а потім поїхали до Брюсселя.
Бурхливе життя з Верленом закінчилося так званою «брюссельською драмою». У липні 1873 року обоє перебували в Лондоні. Несподівано Верлен оголосив, що хоче залишити Рембо й повернутися до своєї дружини. Мовляв він ухвалив рішення, що застрелиться, якщо дружина відмовиться його прийняти. Він повернувся до Брюсселя й поселився в одному з готелів. Рембо виїхав навздогін, переконаний, що Верлен неспроможний покінчити життя самогубством. Коли Рембо після розмови вже збирався піти геть з готелю, Верлен, перебуваючи в стані алкогольного сп'яніння, двічі вистрілив у свого колишнього коханця, завдавши йому незначного поранення в руку. Верлена арештувала поліція й той потрапив до в'язниці. Згодом Рембо відмовився від скарги в суд, проте Верлена вже було засуджено на два роки ув'язнення.
Після Брюсселю Рембо повернувся до Шарлевіля, де написав цикл поезій у прозі «Сезон у пеклі» (Une Saison en Enfer). 1877 року Артур Рембо знову вирушив до Лондона, цього разу разом з французьким поетом Жерменом Нуво, який брав участь у підготовці рукопису циклу «Осяяння». Стосунки між Рембо та Жерменом Нуво могли бути гомосексуальними, як припускають деякі біографи.
У жовтні 1874 року Рембо мали призвати до війська, та завдяки тому, що його брат Фредерік вже на той час служив, Рембо було звільнено від військової повинності, він мав пройти лише короткотривалі армійські збори (від яких він, щоправда, ухилився).

### Нові мандри (1875—1880)

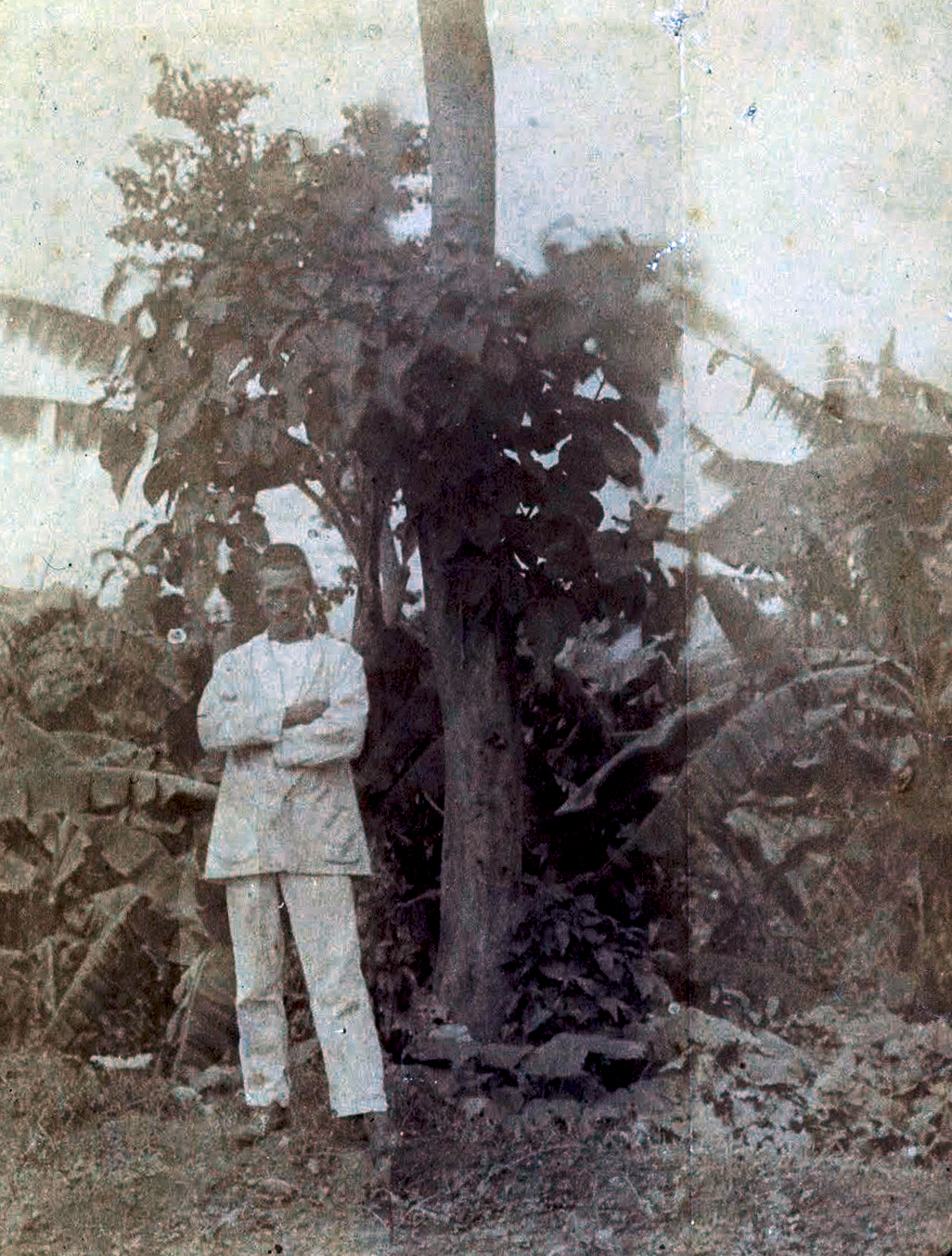
Автопортрет Рембо в Хагері, 1883.

У березні 1875 року Рембо й Верлен знову зустрілися в Штуттгарті, проте це була їхня остання зустріч. На той час Верлен вже вийшов з в'язниці й прийняв католицтво. Рембо ж вирішив покинути письменницьку діяльність й зайнятися зароблянням грошей. Щодо причин відмови від літератури достеменних даних не збереглося. Деякі дослідники припускають, що Рембо був ситий по горло своїм колишнім диким життям, на думку інших, якраз його нерозсудливість і була головним джерелом його творчості. Рембо продовжував подорожувати Європою, переважно пішки.
У травні 1876 року він записався до голландського колоніального війська, аби виїхати до Яви в Голландській Ост-Індії (сьогодні — Індонезія). Через чотири місяці він дезертував з війська й утік у джунглі. Згодом Рембо інкогніто повернувся на кораблі до Франції, йому як дезертиру загрожував розстріл у випадку арешту військовими представниками Голландії.
У грудні 1878 року Рембо виїхав до Ларнаки (Кіпр), де працював у кам'яному кар'єрі як виконроб. У травні наступного року він виїхав з Кіпру через гарячку, яка по дорозі до Франції розпізнано як тиф.

### Абісинія (1880—1891)
1880 року Рембо оселився в Адені (Ємен) й найнявся до торгової агенції Берді. Невдовзі шеф фірми Альфред Берді запропонував Рембо роботу у філії агенції в Харарі (Ефіопія). 10 листопада 1880 року Рембо підписав контракт на три роки. До Харарі Рембо добрався через місяць «після двадцяти днів на коні через Сомалійську пустелю» Рембо з перемінним успіхом працював в агенції декілька років. 1884 року за згодою з Альфредом Берді, який був членом Французького географічного товариства, Рембо здійснив подорож до Огадена. Матеріали, зібрані Рембо, були представлені у Французькому географічному товаристві. Того ж року Рембо покинув роботу в агенції Берді й став самостійно займатися комеріцєю в Харарі. Водночас Рембо проводив дослідницьку роботу як географ. Тоді він познайомився з губернатором Харарі Расом Меконніном, батьком майбутнього імператора Ефіопії
Хайле Селассіє I .
Рембо займався насамперед торгівлею кави. Він був першим європейцем, який почав робити бізнес на місцевій каві та третім європейцем, який взагалі побував у Харарі.

### Хвороба і смерть (1891)

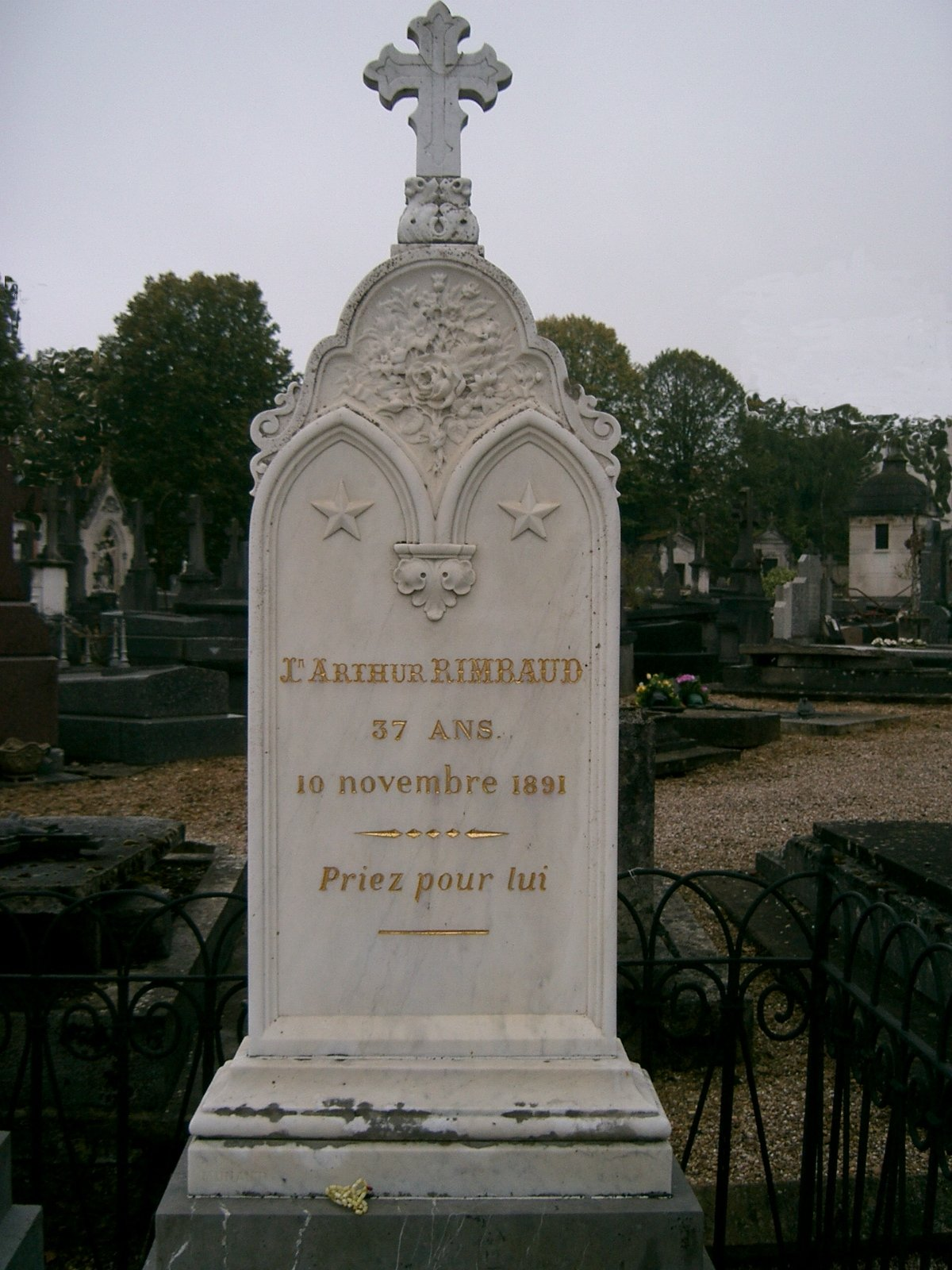
Могила Рембо в Шарлевілі.

У лютому 1891 року в Рембо почався сильний біль у правому коліні, що він вважав проявом артриту. Він відмовлявся лікуватись, та в березні біль став настільки нестерпним, що Рембо вирішив повернутися на лікування до Франції. Перед від'їздом Рембо проконсультувався в англійського лікаря, який помилково діагностував синовіїт і рекомендував негайну ампутацію. Рембо залишився в Адені до 7 травня, аби залагодити всі фінансові справи й відбув на пароплаві до Марселя, де його помістили в шпиталь Консепсьйон. Через тиждень відбулася операція з ампутації правої ноги. Після операції Рембо було поставлено діагноз «рак кісток», можливо це була остеогенна саркома. Відвідавши на один день Шарлевіль, Рембо наприкінці серпня вирішив повернутися до Африки, проте в дорозі йому стало зовсім зле й в Марселі він знову потрапив у той самий шпиталь. Тривалий час Рембо, якого в шпиталі доглядала його сестра Ізабель, страждав від нестерпного болю. Врешті 10 листопада 1891 року Рембо помер у віці 37 років й був похований в Шарлевілі поряд зі своїм дідом Жаном Ніколя Куїфом та своєю сестрою Віталі.

## Творчість
Етапи шляху Рембо-поета вимірюються інколи кількома віршами. Так, засвоюючи досвід романтизму, Рембо захопився Бодлером. «Квіти зла» згадуються при читанні його сонета «Венера Анадіомена». Цей сонет уже є новим етапом у розвитку його естетики. Поет ніби викорінює «літературне» уявлення про красу. Втілення кохання — жінка та символ любові — Венера принижуються до карикатурного образу повії. Рембо робить замах і на саме кохання, наближуючись до суцільного невір'я.

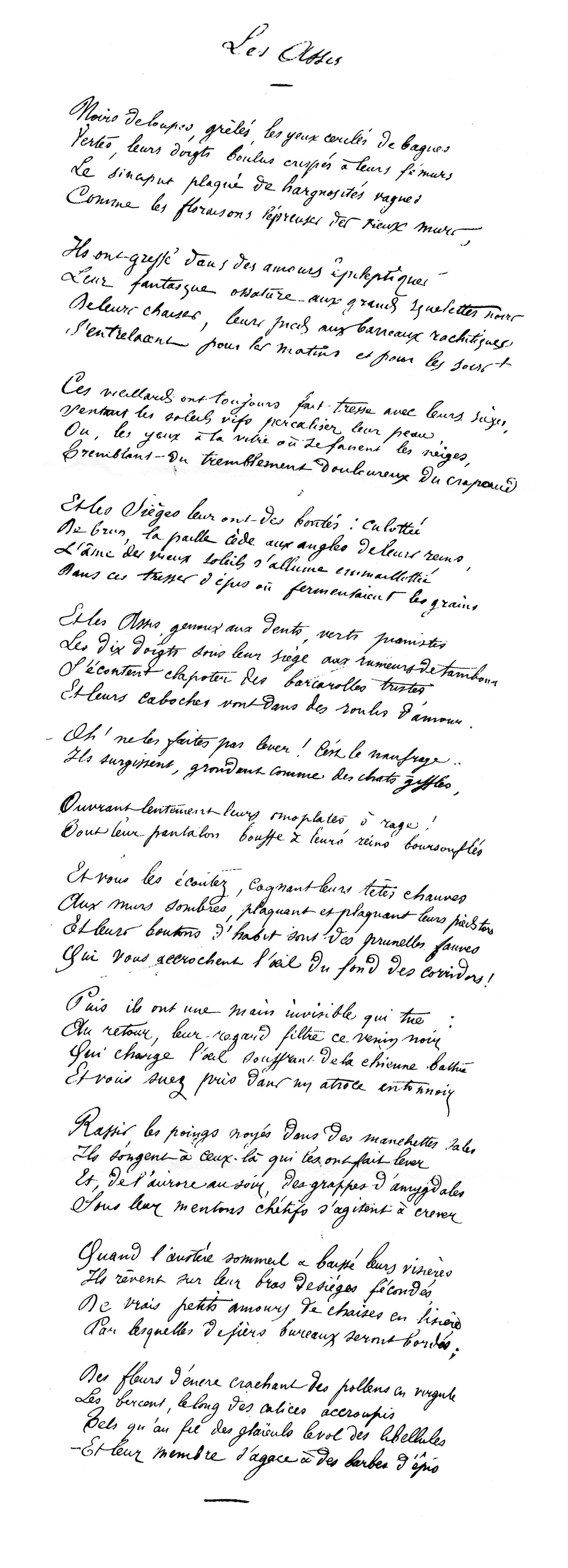
Автограф Рембо

Улітку 1870 року поет залишає Шарлевіль, що втілював для нього суспільний порядок, релігію, родину. У цей час Рембо вже був довершеним поетом-сатириком, який мав багатий арсенал іронічних, саркастичних, гротескних барв.
Франко-прусська війна набирала обертів, і своє шістнадцятиріччя поет зустрічає віршами про війну. Це, зокрема, сонет «Сон у видолинку». Але, на відміну від традиційних сонетів, для яких вважалися обов'язковими стриманість і суворість у доборі тем і тропів, сонет Рембо характеризується жорстоким, саркастичним тоном, стрімким ритмом, наближеним до розмовного поетичним мовленням, лексичною свободою, використанням «прозаїзмів» і різкими змінами стилю. Це майже гротескне поєднання сонетної форми та «земного» сатиричного сюжету, сповненого анархічного виклику. Всім цим визначенням відповідає і сонет «Моя циганерія» — справжній гімн богемі, людині, яка відірвалась від суспільства й залишилася наодинці з небом і зорями. У вірші «Засідателі» торжествує закладена в «людях-функціях» тенденція до здерев'яніння, закам'янілості. Зникає будь-який натяк на життя і дію. Людину витісняє функція, а потім функцію заміняє її зовнішня оболонка, предметна характеристика. Так створюється сатиричний образ «людини-стільця».
До періоду Комуни — нової фази у творчості Рембо належать лише чотири-п'ять віршів, але це дійсно нова епоха в розвитку поета. Усі ці вірші вражають мудрістю і глибиною, попри те, що Рембо ледве виповнилося шістнадцять років. Тільки-но він насміхався над бідними, знущався з жінок — і здавалося, що нігілізм поета не знає меж,— а тепер створює справжній гімн жінці-робітниці — «Руки Жанни-Марі» — символ, подібний до «Свободи на барикадах» Делакруа. Раптом зникають цинізм, напускна грубість.
Поразка Паризької Комуни, перемога версальців усвідомлюються поетом як найглибша трагедія. Вірші, написані Рембо в дні Комуни, показують, яке значення вона для нього мала. Поразка повстання означала для Рембо перемогу «Засідателів» — «тих, хто сидить».
Після загибелі Комуни Рембо всі свої надії покладає лише на мистецтво. Він припиняє навчання, незважаючи на вражаючі успіхи, і взагалі уникає будь-якої постійної діяльності. Це було перш за все демонстрацією бунтівних настроїв поета, тому що він не належав до нероб.
Починається новий цикл поневірянь. У серпні 1871 року Рембо надсилає свої вірші Верлену, і той, захопившись ними, запрошує поета до Парижа. Там Рембо зближується з Верленом, з іншими поетами і пробує на смак життя справжньої богеми. У лютому 1872 року Рембо повертається додому, але вже у травні знову їде до Парижа. Потім здійснює кілька поїздок до Бельгії, Англії, знову до Франції і потім повертається в Бельгію. У липні 1873 року Верлен під час чергової запеклої суперечки двох поетів стріляє в Рембо, ранить його, а сам потрапляє у в'язницю. На початку 1874 року Рембо перебуває в Англії, потім у Німеччині, Італії; деякий час живе у Шарлевілі, звідки від'їжджає до Австрії і Голландії. Ця нескінченна «подорож» тягнеться аж до 1880 року, коли поет остаточно залишає Європу. Це десятиріччя злиднів, випадкових заробітків, дивних експериментів. Поет живе, не зв'язуючи себе навіть фактом географічної присутності в одному місці.
Тринадцятого травня 1871 року він пише листа, в якому заявляє про свій намір створювати нову поезію: «Я хочу бути поетом, і я намагаюся перетворитися на ясновидця… Йдеться про те, щоб досягти невідомого шляхом розладу всіх почуттів…». Прагнення до «ясновидіння» прямо пов'язується Рембо з бунтом, а «розлад почуттів» протиставляється «нормальному» соціальному буттю.
У сонеті «Голосівки» Рембо пропонує новий принцип формування образу, який будується на вільній асоціації між звуком і кольором, зорових враженнях. У «Голосівках» «поет-ясновидець» усе підкоряє своїй свідомості й здатен бачити природу та світобудову позбавленими об'єктивних закономірностей, причинно-наслідкових зв'язків. Як і більшість віршів Рембо, «Голосівки» мають безліч трактувань. Наприклад, одне з них пропонує розглядати вірш як символічну картину людського буття: від темряви (чорний колір А) до світла (білий колір Е), через бурхливі пристрасті (червоний колір І) до мудрості (зелений колір У) і пізнання таємниці Всесвіту (синій колір О). Важливу роль у «Голосівках» відіграє принцип контрастності: чорне — біле, смерть — життя, потворне — прекрасне, швидкоплинне — випадкове. Рембо використовує форму сонета, який традиційно складається з тези, антитези та їх синтезу, тобто в самій його будові закладене протиріччя, і це дозволяє розглядати «Голосівки» як зразок символістського пошуку «відповідностей» між різними началами життя, як панорамну картину Всесвіту.
Уподібнення голосного звука кольору означало нехтування словом як смисловою одиницею, як носієм певного значення. Звук, ізольований від смислового контексту, набуває функцію «навіювання», прямого впливу на почуття, «сугестивності», за допомогою чого й виявляється «невідоме». Таку літературну техніку провіщав уже принцип Верлена «музика понад усе» (який, безсумнівно, прямо вплинув на Рембо), але верленівський імпресіонізм зберігав як образ даної душі, так і конкретний природний образ, а у Рембо непізнаванним стає все просте й відчутне.
У період «ясновидіння» Рембо по-справжньому вводить вірш «П'яний корабель», створений влітку 1871 року. «П'яний корабель» — розповідь про ту мандрівку, яку має намір здійснити поет-«ясновидець». Якийсь корабель, що починає плавання неспокійним морем, швидко втрачає і екіпаж, і кермо, і, врешті-решт, готовий піти на дно. Утім, корабель цей «олюднюється», перетворюється на символ, наочне, зриме втілення «я» поета, стану його душі: «Під гривою заток я — корабель пропащий,— / Закинутий у вись етерну без птахів, / Звідкіль ні монітор, ні парусник найкращий / Не вирвуть остова, що від води сп'янів…» У вірші виникає подвійний образ «корабля-людини», подвійної долі — і розбитого корабля, і розбитого серця поета. Рембо не лише малює у вигляді «п'яного корабля» свою мандрівку за «невідомим». Він передбачає і швидку загибель корабля, що розпочав небезпечний шлях, і свою поетичну долю. «П'яний корабель» — це також своєрідний міф про світ, поетова сповідь в образі «маленької одіссеї», подорожі в пошуках самого себе. Поет ототожнює себе з кораблем, який, втративши команду, «позбувшися свого вантажу», у захваті віддається стихії. І в зовнішньому, оповідному плані «П'яного корабля», і у прихованому ліричному переплітаються протилежні почуття: завзятість і тривога, захоплення безмежною волею і страх загубитися назавжди. Образи поезії втрачають чіткість, деформуються, і важко визначити межу між реальним і уявним.
«Підстановка», яка відбулася в «П'яному кораблі», ознаменувала формування нової поетичної системи, заснованої на символічному відображенні дійсності.
Слідом за «П'яним кораблем» з'явилася низка поезій, написаних улітку 1872 року під час поневірянь поета. Це останні вірші Рембо, і вони знов-таки становлять особливий етап його творчості. Поет став «ясновидцем». Образ суспільства майже зовсім зникає з його творів. Може здатися, що останні поезії Рембо — це ніби мандрівні замальовки, зроблені дуже спостережливим поетом під час його поневірянь. Ось Брюссель, у якому так часто бував Рембо; ось мандрівник, утомившись, п'є («Сльоза»), ось він розповідає про свої думки, про «юне подружжя», можливо, зустрінуте по дорозі («Мішель і Христина»). Утім, в «Останніх віршах» Рембо зовсім реальні, конкретні враження абстрагуються до рівня символу, який означає чи то «пейзаж душі», чи то пейзаж Всесвіту. Естетичний ефект цих творів визначається парадоксальним злиттям найпростішого й найскладнішого. «Ясновидіння» призвело поета до розхитування основ традиційної системи віршування — хоча об'єктивно це був процес збагачення, розширення можливостей французького вірша. Зберігаючи часом риму, Рембо впроваджує асонанси, дванадцятискладовий рядок замінює одинадцяти-, десяти-, восьмискладовим, застосовує скорочений рядок, який підпорядковує пісенним, розмовним ритмам, інколи не дотримується пунктуації і взагалі демонструє незалежність від «правил». Але, навіть звільняючись від правил, Рембо все ж таки продовжував писати вірші — тобто підкорявся умовності поетичної мови.
Визрівання прозаїчності в останніх творах поета робило передбачуваним те фатальне звільнення від самого мистецтва, яким завершився шлях Рембо. «Осяяння» (1872—1873, опубл. у 1886) — так називається створений у період «ясновидіння» цикл «віршів у прозі».
Жоден із фрагментів, які становлять цикл, не може бути чітко пояснений. Поетичне «я» створює свій Всесвіт, і в цьому просторі — свій час, свої виміри речей, які об'єднують увесь людський досвід у мить його таємничого переживання особистістю. В «Осяяннях» Рембо враження відірвалися від своїх прототипів, живуть власним життям, а тому смисл є напрочуд багатозначним. Такий вірш уже вкрай близький до поетичної прози, де ритм створюється загальною емоційною інтонацією, яка то подовжує, то скорочує фрази, повтореннями, інверсіями, поділом на строфи вільного типу, продуманою звуковою системою.

## Твори

### Перші видання творів та листування
- Une saison en enfer, Alliance typographique (M.-J. Poot et Cie), Bruxelles, 1873.
- Paul Verlaine, Les Poètes maudits : Tristan Corbière, Arthur Rimbaud (Voyelles, Oraison du soir, Les Assis, Les Effarés, Les Chercheuses de poux, Le Bateau ivre.) et Stéphane Mallarmé, illustré de trois gravures de Thomas Blanchet, Léon Vanier libraire-éditeur, Paris, 1884, 56 p.
- Le Dormeur du val, in Anthologie des poètes français, tome IV, Lemerre, 1888.
- Reliquaire — Poésies, préface de Rodolphe Darzens, L. Genonceaux éd., Paris, 1891.
- Poésies complètes, préface de Paul Verlaine, Léon Vanier libraire-éd., Paris, 1895.
- Lettres de Jean-Arthur Rimbaud — Égypte, Arabie, Éthiopie, avec une introduction et des notes par Paterne Berrichon, Société du Mercure de France, Paris, 1899.
- Œuvres, vers et proses, Mercure de France, préface de Paul Claudel, notes de Paterne Berrichon, 1912.
- Les Mains de Jeanne-Marie, dans la revue surréaliste, Littérature, n° de juin 1919.
- Stupra : Ange ou Pource, Nos fesses ne sont pas les leurs, L'Idole — Sonnet du Trou du Cul, dans la revue Littérature, n° de mai 1922.
- Un cœur sous une soutane, préfaces de Louis Aragon et André Breton, dans la revue Littérature, n° de juin 1924.

### Вибрані новітні видання
- Rimbaud — Œuvres complètes, édition établie, présentée et annotée par Antoine Adam, NRF/Gallimard, coll. Bibliothèque de la Pléiade, Paris, 1979, 1250 p.
- Rimbaud, œuvres complètes, édition établie par Pierre Brunel, Le Livre de poche, coll. " La Pochotèque ", 2004 (1re éd. 1960, présenté par Paul Claudel), 1040 p. ISBN 978-2-253-13121-2
- Arthur Rimbaud — Œuvre-vie, édition du centenaire établie par Alain Borer, Arléa/Le Seuil, Paris, 1991, 1338 p. ISBN 978-2-86959-118-9
- Arthur Rimbaud — Œuvres complètes — correspondance, édition établie par Louis Forestier, Robert Laffont, coll. " Bouquins ", Paris, 2009 (1re éd. 1992), 608 p. ISBN 978-2-221-11517-6
- Les Poètes maudits de Paul Verlaine, introduction et notes de Michel Décaudin, éd. CDU SEDES, 1995, 76 p. ISBN 2-718-10554-2
- Rimbaud — L’œuvre intégrale manuscrite, édition établie et commentée par Claude Jeancolas, Textuel/Le Seuil, 1997, 681 p. (3 cahiers) ISBN 978-2-909317-27-4
- Les Lettres manuscrites de Rimbaud, d'Europe, d'Afrique et d'Arabie + commentaires, transcriptions et cheminements, édition établie et commentée par Claude Jeancolas, Textuel/Le Seuil, 1997, 544 p. (4 cahiers) ISBN 978-2-909317-44-1
- Arthur Rimbaud — Correspondance, édition établie par Jean-Jacques Lefrère, Fayard, Paris, 2007, 1020 p. ISBN 978-2-213-63391-6

## Українські переклади
- Артюр Рембо. П'яний корабель. Київ: Дніпро, 1995. 224 с.

Українською мовою поезії Артюра Рембо перекладали Григорій Кочур, Микола Лукаш, Олег Зуєвський, Василь Стус, Дмитро Павличко, Михайло Москаленко, Михайло Литвинець, Ігор Андрущенко, Юрій Покальчук, Всеволод Ткаченко, Петро Осадчук, Роман Осадчук.

### Словники
- Jean-Baptiste Baronian, Dictionnaire Rimbaud, Paris: Robert Laffont (collection Bouquins), 2014.

### Свідчення сучасників Рембо
- Isabelle Rimbaud, Reliques (Rimbaud mourant, Mon frère Arthur, Le Dernier voyage de Rimbaud, Rimbaud catholique), Mercure de France, Paris, 1921, 215 p.
- Ernest Delahaye, Rimbaud — l'Artiste et l’être moral, éd. Cerf, coll. " Littérature ", 2007 (1re éd. 1923), 115 p. (ISBN 978-2-204-08344-7)
- Isabelle Rimbaud, Rimbaud mourant, éd. Manucius, coll. " Littéra ", 2009, 130 p. (ISBN 978-2-84578-104-7)
- Georges Izambard, Rimbaud tel que je l'ai connu, éd. La Part Commune, 2010 (1re éd. 1946), 230 p.